# 卡拉 (德国)
卡拉（德語：Kahla，發音：[ˈkaːla] ⓘ）是德国图林根州萨勒-霍尔茨兰县的城市，面积7.89平方千米，人口为人。